# Francisco I. Madero, Huixtla
Francisco I. Madero är en ort i Mexiko.   Den ligger i kommunen Huixtla och delstaten Chiapas, i den sydöstra delen av landet, 900 km sydost om huvudstaden Mexico City. Francisco I. Madero ligger 26 meter över havet och antalet invånare är 1 804.
Terrängen runt Francisco I. Madero är mycket platt. Runt Francisco I. Madero är det ganska tätbefolkat, med 108 invånare per kvadratkilometer. Närmaste större samhälle är Huixtla, 11,5 km nordost om Francisco I. Madero. Omgivningarna runt Francisco I. Madero är en mosaik av jordbruksmark och naturlig växtlighet.